# Den Dolder
Pour les articles homonymes, voir Dolder.
Den Dolder est un village situé dans la commune néerlandaise de Zeist, dans la province d'Utrecht. Le 1er janvier 2006, le village comptait 3 802 habitants.